# Pokolenie Pewnej Zguby
Pokolenie Pewnej Zguby (w skrócie PPZ) – to polska rapowa grupa muzyczna, która rozpoczęła swoją działalność w 2011r. w Manchester (UK). Pierwszymi inicjatorami kolektywu byli: Marcin „Profus” Profic (producent i raper, urodzony w Warszawie) oraz Piotr „Solak” Solarz (raper pochodzący z Krakowa). Następnie do grupy dołączyli: Grzegorz „Grzechu” Jankowski (raper z Białegostoku), który do dziś współtworzy zespół, a także Daniel „Josef SNR” Wojtowicz (raper z Przemyśla) – zakończył współpracę z PPZ w 2016 roku.
Debiutancki projekt formacji ukazał się w 2013 roku. Wówczas na światło dzienne wyszedł „Element Ulicy Mixtape”, promowany przez teledysk zrealizowany do utworu, pt. „Biegnij Ziomek!”. Dwa lata później, bo w 2015 roku - PPZ wypuszcza pierwszy studyjny, legalny album „Przyspieszony Proces Zepsucia”, który ukazuje się nakładem wytwórni TheGeneratz Crew Label. Powstaje on w 4-osobowym składzie: Profus, Solak, Grzechu, Josef, a oprócz gospodarzy pojawiają się na nim też, m.in.: Popek, Nizioł, czy Egon NON. Materiał promują dwa klipy: „Cel Ryzyka Wart” i „Rap Dedykowany”. Kolejnym wydawnictwem ekipy, tym razem nagranym w 3-osobowym gronie: Profus, Solak, Grzechu - jest „Kalejdoskop zdarzeń”. Pojawia się on na sklepowych półkach nakładem Banita Records w 2017 roku. Do drugiego legalnego krążka zostają zarejestrowane takie teledyski, jak: tytułowy „Kalejdoskop zdarzeń”, „Symptomy”, „Szansa”, „Potrzask” i „Życie z odzysku”. Do 19 utworów zostali zaproszeni, m.in.: Kaczy Proceder, Nizioł, TPS ZDR, czy ekipa Dixon37.
Pokolenie Pewnej Zguby oprócz pracy studyjnej, ma na swoim koncie doświadczenie sceniczne w postaci zagranych kilku koncertów za granicą. Zespół współpracował z wieloma mniej lub bardziej znanymi raperami i grupami z Polski, m.in.: Nizioł Szajka/Syndykat, Egon NON, Fidżi, Pawko (CS, LCM), Dixon37, Kaczy Proceder, Emilozo, TPS ZDR, Sadoch, DJ Gondek, Popek, Polska Wersja. Nagrywali również z wykonawcami z UK: Hijack Hood, Guillotine Mack, Vader, Badas, Pavia Ward i Seven Spherez.

## Dyskografia
| Rok  | Dane dotyczące albumu                                                                         | Teledyski |
| ---- | --------------------------------------------------------------------------------------------- | --- |
| 2013 | „Element Ulicy Mixtape” - Wydany: 2013 - Wydawca: Nielegal (własnym sumptem)                  | - „Biegnij Ziomek!” |
| 2015 | „Przyspieszony Proces Zepsucia” - Wydany: 20 listopada 2015 - Wydawca: TheGeneratz Crew Label | - „Cel Ryzyka Wart” (gościnnie: Egon NON) - „Rap Dedykowany” |
| 2017 | „Kalejdoskop zdarzeń” - Wydany: 10 grudnia 2017 - Wydawca: Banita Records                     | - „Kalejdoskop zdarzeń” (gościnnie: Nizioł, Marlena Patynko, DJ Gondek) - „Symptomy” (gościnnie: Badras) - „Szansa” (gościnnie: Nizioł, Kaczy Proceder) - „Potrzask” (gościnnie: Fidżi) - „Życie Z Odzysku” (gościnnie: Guillotine Mack, Vader) |
| 2019 | „Duch Metropolii” - Wydany: - - Wydawca: -                                                    | - „Duch Metropolii” (gościnnie: DJ Gondek) - „Rzeźba” (gościnnie: Guillotine Mack) - „Poza Księgami” (gościnnie: DJ Gondek) |

## Występy gościnne
| Rok  | Wykonawca                             | Tytuł | Album                    | Źródło |
| ---- | ------------------------------------- | --- | ------------------------ | ------ |
| 2014 | Popek, Hijack Hood, DJ Gondek, Profus | „Kroniki Opętania” (gościnnie: Pokolenie Pewnej Zguby)                                                           | 72 HOURS                 | [ 14 ] |
| 2016 | Polska Wersja                         | „Talenty z Betonu” (gościnnie: BRZ, Pokolenie Pewnej Zguby, Hijack Hood)                                         | Polska Wersja „Notabene” | [ 15 ] |
| 2016 | Egon NON                              | „Skazani Na Zgubę” (gościnnie: Pokolenie Pewnej Zguby, Małgorzata Priebe)                                        | Egon NON „Bez Odwrotu”   | [ 16 ] |
| 2016 | Papis / Dyniek                        | „Dotyk Śmierci” (gościnnie: Pokolenie Pewnej Zguby, Sowo, Marcinek 3Z)                                           | Papis / Dyniek „271”     | [ 17 ] |
| 2016 | Ośwa (Logo Dzielnicy)                 | „Nie Każdy” (gościnnie: Pokolenie Pewnej Zguby, Hijack Hood, El Wilson, Coopz, BDZ)                              | –                        | [ 18 ] |
| 2016 | Pawko                                 | „Zasad Się Nie Zmienia” (gościnnie: Pokolenie Pewnej Zguby, DJ Gondek)                                           | –                        | [ 19 ] |
| 2017 | Nizioł                                | „Banita Team” (gościnnie: Egon, Kaczy Proceder, syndykat, Pokolenie Pewnej Zguby, Żabol, Chińczyk, Wuzet, Fidżi) | Nizioł „Banita Mixtape”  | [ 20 ] |
| 2017 | Bobby                                 | „In The Name Of Rap” (gościnnie: Pokolenie Pewnej Zguby, Hijack Hood, DJ Gondek)                                 | –                        | [ 21 ] |
| 2017 | SDM Klika                             | – (gościnnie: Nietoperz SGP, Jaźwa, Pokolenie Pewnej Zguby)                                                      | –                        | [ 22 ] |
| 2018 | Kamikaze Produkcja                    | „Zimne Ulice” (gościnnie: Pokolenie Pewnej Zguby, Egon NON)                                                      | „Kamikaze Mixtape”       | [ 23 ] |
| 2018 | Podziemny Klimat                      | „Na Obcym Gruncie” (gościnnie: Pokolenie Pewnej Zguby, Pablo DDS, BDZ)                                           | –                        | [ 24 ] |
| 2018 | Pawko                                 | „Mówiłem Ci” (gościnnie: Nizioł, Pokolenie Pewnej Zguby)                                                         | –                        | [ 25 ] |